# Bye Bye (chanson de Mai Satoda)
Pour les articles homonymes, voir Bye Bye.
 (mars 2012).
Si vous disposez d'ouvrages ou d'articles de référence ou si vous connaissez des sites web de qualité traitant du thème abordé ici, merci de compléter l'article en donnant les références utiles à sa vérifiabilité et en les liant à la section « Notes et références ».
Singles de Satoda Mai with Goda Kyodai
Mō Sugu Christmas
(2008) I Believe / Don't leave me
(2009)
 Bye Bye  (バイバイ) est le deuxième single du groupe mixte Satoda Mai with Goda Kyodai composé de Mai Satoda, Misono (alias Jaiko dans le groupe), et Jaian. Il sort le 14 janvier 2009 au Japon, et atteint la 5e place du classement de l'Oricon, restant classé pendant neuf semaines. Il sort uniquement au format CD+DVD.
La chanson-titre était en fait déjà parue en "face B" du précédent single du groupe sorti deux mois auparavant : Mō Sugu Christmas. Comme la précédente "face A", elle est utilisée comme générique de fin de l'émission télévisée Quiz! Hexagon II (en) dans le cadre de laquelle le groupe a été créé, et ressort en single à cette occasion. Elle figure en trois versions sur le disque, en plus de l'instrumentale : une interprétée par le groupe, une par Satoda en solo, et une par Misono. La version du groupe figurera en fin d'année sur son premier album, Satoda Mai with Goda Kazoku, ainsi que sur la compilation du Hello! Project Petit Best 10.
C'est le dernier disque attribué à Satoda Mai with Goda Kyodai ; en effet, le nom du groupe sera modifier deux mois plus tard à la suite de l'adjonction d'un nouveau membre, et ses disques suivants seront attribués à Satoda Mai with Goda Kazoku.

## Liste des titres
CD
1. Bye Bye  (バイバイ?)
2. Bye Bye (Satoda Mai Version)  (バイバイ) (里田まいバージョン?)
3. Bye Bye (Misono Version) (バイバイ) (Misonoバージョン?)
4. Bye Bye (Karaoke) (バイバイ) (カラオケ?)

DVD
1. Bye Bye Furitsuke Eizō (Multi-Channel)  (バイバイ 振り付け映像) (マルチアングル?) (clip vidéo)
2. Mō Sugu Christmas Furitsuke Eizō (Multi-Channel)  (もうすぐクリスマス 振り付け映像) (マルチアングル?)  (clip vidéo)
3. Special Anime  (スペシャルアニメ?)